# Alterlangen
Alterlangen is een plaats in de Duitse gemeente Erlangen, deelstaat Beieren, en telt 8523 inwoners (2006).